# Îles Éparses

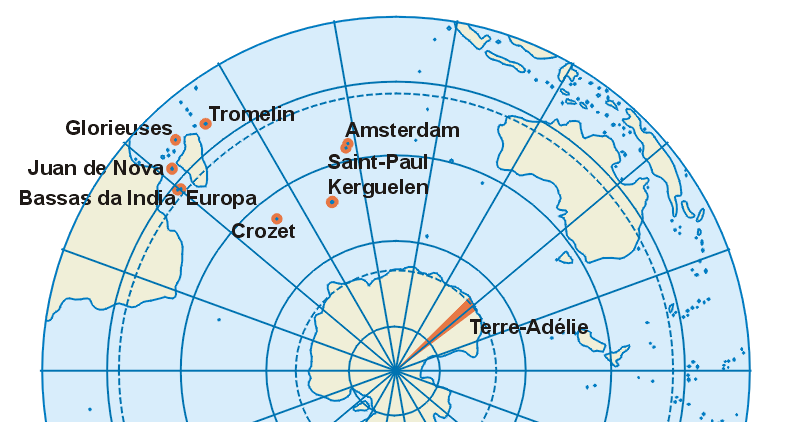
Lägeskarta

Områdeskarta

Îles Éparses (franska för "De spridda öarna", fullständig beteckning Îles Éparses de l'océan Indien "De spridda öarna i Indiska oceanen") är en grupp landområden runt Madagaskars kust. Områdena tillhör Frankrike men även Madagaskar gör anspråk på dessa områden.
Îles Éparses är ett av de få kvarvarande europeiska territorierna på eller i anslutning till Afrikas fastland.

## Geografi
Îles Éparses omfattar 5 olika områden, alla områden klassas som del av Frankrike men ingår inte i Europeiska unionen då de definieras som OCT-områden. Områdena är spridda runt Madagaskar, 3 områden ligger i Moçambiquekanalens södra del, 1 i kanalens nordöstra del och 1 i västra Indiska oceanen. Områdena saknar fast befolkning förutom de vetenskapsmän och militärpersonal som finns stationerade på några av öarna. Öarna utgörs av holmar och atoller.

### Västra området
omfattar tre områden:
- Île Bassas da India: Bassa da Indiaön, yta: 0,2 km²
- Île Europa: Europaön, yta: 28,2 km²
- Île Juan de Nova: Juan de Novaön, yta: 4,4 km²

### Östra området
omfattar två områden:
- Îles Glorieuses: Glorieusesöarna, yta: 5,0 km²
- Île Tromelin': Tromelinön, yta: 1,0 km²

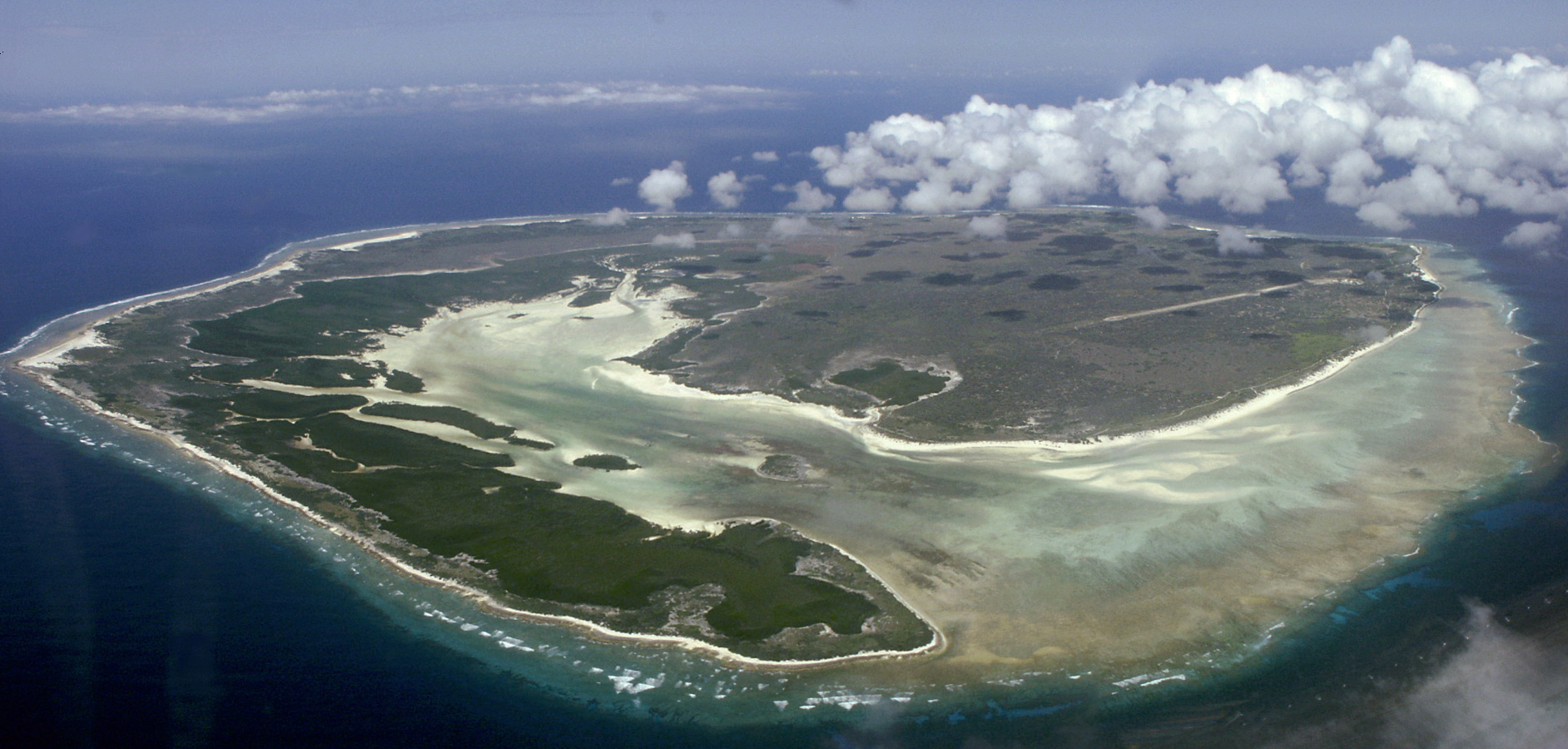
Île Europa
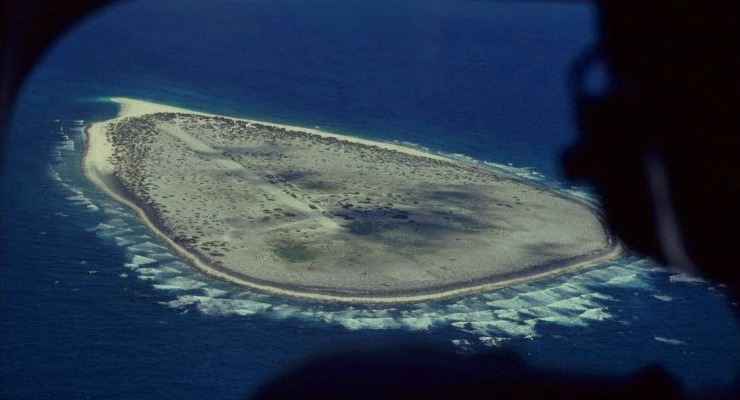
Île Tromelin
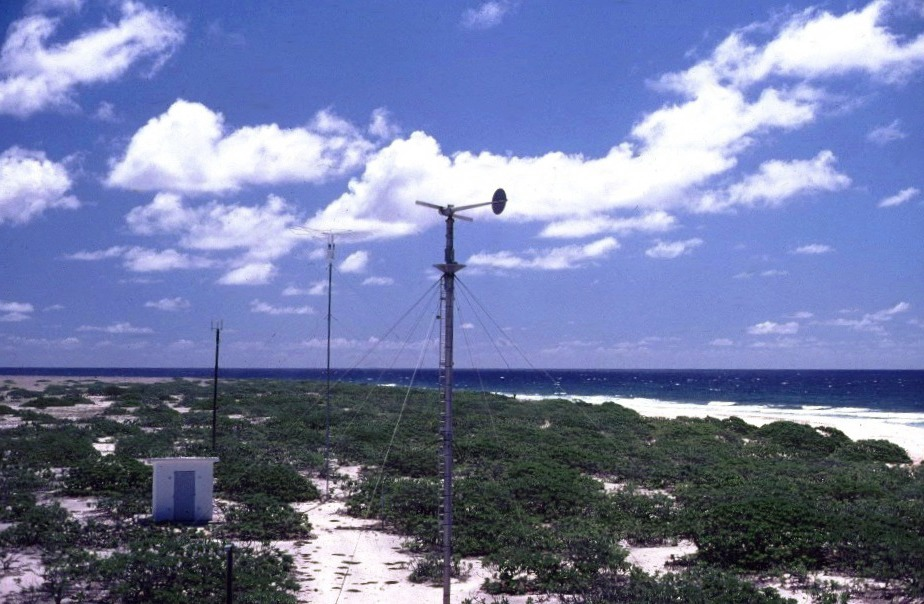
Vindkraftverk på Île Tromelin

## Historia

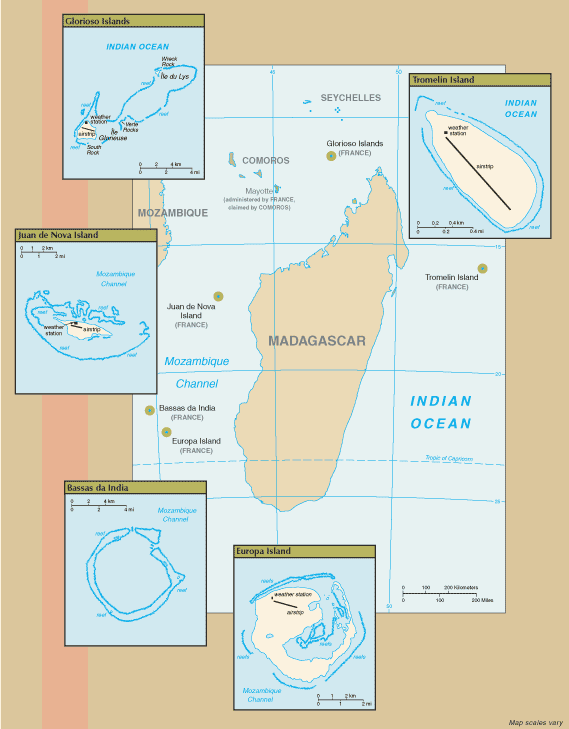
Karta över "Îles Éparses"

Öarna upptäcktes under 1500-, 1600-, 1700- och 1800-talen De olika områdena har varit under fransk överhöghet med början från 1800-talet Îles Éparses ingår inte i någon av Frankrikes regioner utan tillhör Frankrikes utomeuropeiska områden under direkt förvaltning av Frankrikes regering.
1814 blev Tromelinön del av Frankrike (Reunion), Glorieusesöarna införlivades 1892 och 1897 kom Bassa da Indiaön, Europaön och Juan de Novaön under fransk överhöghet.
Även vid Madagaskars självständighet 1960 kvarstod områdena under Frankrike, förvaltningen överfördes då till Ministre chargé Territoire d'outre-mer med säte på Réunion.
1975 utsågs öarna till ett Réserve Naturelle (naturreservat).
Den 3 januari 2005 överflyttades förvaltningen till Préfect de Terres australes et antarctiques françaises (TAAF). Den 15 mars 2007 (beslut 21 februari) inkorporerades öarna som ett eget distrikt inom TAFF.